# Izo
Izo (イゾウ,, IZO) és una pel·lícula del Japó del 2004 dirigida per Takashi Miike. El personatge principal de la pel·lícula és Izo Okada (1832–1865), l'històric samurai i assassí del Japó del segle XIX que va ser torturat i executat a Tosa.
Izo va aparèixer anteriorment a Hitokiri (1969) de Hideo Gosha, després interpretada per Shintaro Katsu. Tanmateix, la representació que fa Miike del personatge (o més aviat el seu esperit) transcendeix la realitat (i el temps i l'espai) i és més una exposició surrealista de les trobades extremadament sagnants però filosòfiques d'Izo en una vida més enllà carregada de simbolisme, ocasionalment interrompuda per imatges d'arxiu de Segona Guerra Mundial acompanyat pel cantant de folk àcid Kazuki Tomokawa a la guitarra. Kazuya Nakayama interpreta a Izo i els nombrosos personatges que troba en el seu viatge inclouen figures interpretades per Takeshi Kitano i Bob Sapp.

## Argument
En el segle XIX, Izō, un samurai al servei del seu senyor Takechi Hanpeida, va ser condemnat a la crucifixió i executat després d'haver matat a centenars d'homes al servei del Shogunato. Com si es tractés d'una maledicció, Izō és víctima de la seva pròpia ira i ressuscita, veient-se obligat a viatjar a través del temps i de l'espai, matant a tots aquells que tenen la mala sort de creuar-se en el seu camí. Aquesta set de sang ho va transformant en alguna cosa semblança a un dimoni. El seu objectiu final serà matar al Emperador del Japó.

## Repartiment
- Kazuya Nakayama - Okada Izo
- Kaori Momoi -
- Ryuhei Matsuda -
- Ryôsuke Miki - Hampeita Takechi
- Yuya Uchida - Spirit
- Masumi Okada - Politician
- Hiroki Matsukata -
- Hiroshi Katsuno - Samurai
- Masato - Samurai
- Bob Sapp - Monk
- Takeshi Caesar - Samurai
- Takeshi Kitano – El primer ministre
- Daijiro Harada - Jutge
- Renji Ishibashi - Samurai
- Mickey Curtis - Monjo
- Kazuki Tomokawa -
- Taisaku Akino
- Hiroyuki Nagato - Ancià
- Susumu Terajima -
- Saburō Shinoda
- Ken Ogata -
- Joe Yamanaka -

## Premis
Izo va rebre el premi als premis especials al XXXVII Festival Internacional de Cinema Fantàstic de Catalunya.

## Crítiques
A "Midnight Eye visions of japanese cinema", Tom Mes, crític de cinema i escriptor, amb dos llibres editats sobre Takashi Miike, va comentar: “La repetició i la resistència són els motius principals d'aquesta pel·lícula, representats pels patrons de reencarnació i anacronisme que s'apliquen al llarg. La durada de la pel·lícula augmenta el seu to laboriós i es podria argumentar que el mateix missatge s'hauria transmès amb la mateixa claredat, o potser més, en un lapse de temps més curt. Després de tot, els primers deu minuts ja resum gran part del que segueix”.